# 小原継忠
小原 継忠（おはら つぐただ、生年不詳 - 天正10年3月11日（1582年4月3日））は、戦国時代の武将。甲斐武田氏の家臣。武田勝頼の側近の一人。甲斐国栗原筋小原郷領主で武田家に仕えた。丹後守。『甲乱記』によれば、兄に小原下野守がいる。『武田三代軍記』によれば子息に忠五郎がいたという。

## 略歴
もとは信濃の国衆・高遠諏訪氏の家臣で、「継」は高遠頼継からの偏諱であると考えられている。『甲陽軍鑑』によれば、継忠は永禄5年（1562年）6月に武田信玄の四男・武田勝頼が信濃伊那郡の高遠城（長野県伊那市）へ入った際に、付け家臣の一人として名が見られる。
「武田神社所蔵文書」によれば、天正3年（1575年）5月21日の長篠の戦いの敗北後に、伊那郡の動揺を沈めるため青沼忠重に代わり高遠在城を命じられており、これが初見文書とされる。「一蓮寺旧蔵文書」によれば、天正4年（1576年）3月には高遠から甲府へ帰還し、甲斐において奉行人として地頭役徴収を行っている。その後も、甲府在府を続けたと考えられている。天正5年（1577年）には富士山本宮浅間大社（静岡県富士宮市）に神馬一疋を奉納している。
「諸州古文書」によれば、天正7年（1579年）に勝頼が駿河出兵を行うと、勝頼側近の跡部勝忠・青沼忠重・市川元松（家光）らと甲府の留守を務めている。この際の継忠以外の三人はいずれも武田家の勘定奉行であるため、継忠も同時期には勘定奉行を務めていたとも考えられている。
継忠は甲斐・信濃・駿河方面の朱印状奉者を多く務め、特に信濃伊那郡において多く奉者を務めていることが指摘される。
知行に関しては「山梨県誌本巨摩郡古文書」に含まれる天正8年（1580年）12月20日付河西虎満証文写が知られ、武田氏の御料所の竹林を宛行われたと考えられている。
『信長公記』によれば、天正10年（1582年）2月には織田信長・徳川家康連合軍の武田領侵攻に際して伊那郡大島城（長野県北安曇郡松川村）へ派遣されるが、敗退する。『信長公記』『甲陽軍鑑』『甲乱記』によれば、その後は勝頼に従い、天目山において戦死している。『甲陽軍鑑』では、このとき継忠は女房衆の介錯した後に自害し、自らの首級を勝頼のものと見せかけようとし、織田方に見破られたとする逸話を記している。
勝頼に従い討死した小原一族には、兄の下野守のほか源太左衛門・清二郎がおり、継忠・下野守兄弟の親族であると考えられている。また、『武田三代軍記』によれば継忠の子・忠五郎も戦死したという。『甲斐国志』では、景徳院に伝わる継忠の位牌により戒名を「鉄岩恵船居士」としている。